# 里虹
里虹（リコウ、1980年 - ）は、中国語声優。

## 経歴・人物
上海洋画吹き替え製作所（上海電影訳制片場）声優学習8期生で、中国語でCM、テレビ番組ナレーションなど、声の演出をした。特に、中国進出する日系企業の現地人向けVPが多い。
2005年夏に放映された松嶋菜々子の出演した「キリン 生茶」のCMの中国版ナレーションや日本語で出演したフジテレビ『ガチャピン&ムックの中国語教室』の中国語先生役などがあり、東京在駐の北京語声優として、活躍中。

## 出演作品

### テレビ
- ガチャピン&ムックの中国語教室（中国語先生）
- 上海ルーキーSHOW（ナレーション）

### CM
- キリン 生茶 草原篇（中国版ナレーション）